# Фотуйма Роман Богданович
Роман Фотуйма (нар. 18 грудня 1991, м. Керч, АР Крим, Україна) — український саксофоніст, артист-соліст-інструменталіст, учасник ансамблів. Лауреат всеукраїнських і міжнародних конкурсів, лауреат Премії імені Л. Ревуцького (2024).

## Біографія
Роман Фотуйма народився 18 грудня 1991 року в місті Керч.
Закінчив Київську середню спеціалізовану музичну школу ім. М. В. Лисенка (2010), Національну музичну академію України ім. П. І. Чайковського (2015, клас народного артиста України Михайла Мимрика). У 2016—2018 роках навчався в асистентурі-стажуванні НМАУ ім. П. І. Чайковського.
У 2019 та 2021 роках отримував стипендію Президента України для молодих письменників і митців у сфері музичного, театрального, образотворчого, хореографічного, естрадно-циркового мистецтва та кіномистецтва.
Від 2012 року працює викладачем у Київському державному музичному ліцеї ім. М. В. Лисенка, а з 2018 року також у НМАУ ім. П. І. Чайковського. З 2022 року — артист (саксофон-баритон) Київського квартету саксофоністів.
Співпрацював з агенцією та однойменним колективом UKHO Ensemble, Національним камерним оркестром «Київські солісти», оркестрами Вінницької, Закарпатської, Рівненської, Черкаської обласних філармоній.
З 2013 року активно концертує в дуеті з піаністкою Дар’єю Шутко. Як соліст та у складі ансамблів виступав у багатьох містах України, а також за її межами, зокрема в Бельгії, Іспанії, Італії, Китаї, Польщі тощо.
Учасник фестивалів  KyivMusicFest, Kyiv Contemporary Music Days, Київські музичні прем’єри, DZERKALO, Фарботони, Vinnytsia Adolphe Sax Festival, «Bravo, Sax!», Mariupol Classic та ін.
Брав участь у XVIII Всесвітньому конгресі саксофоністів (м. Загреб, Хорватія), XIX Всесвітньому конгресі саксофоністів (м. Лас-Пальмас-де-Гран-Канарія, Іспанія), III Європейському конгресі саксофоністів (м. Тренто, Італія), III Польському конгресі саксофоністів (м. Познань, Польща).
Роман Фотуйма є активним популяризатором саксофонної музики українських композиторів. Співпрацює з такими митцями, як Золтан Алмаші, Алла Загайкевич, Сергій Леонтьєв, Юрій Пікуш, Артем Рощенко, Володимир Рунчак, Рената Сокачик, Іван Тараненко та іншими.

## Нагороди
Лауреат премії ім. Л. Ревуцького 2024 року в номінації «Концертно-виконавське мистецтво».
Лауреат міжнародних конкурсів:
- Міжнародний конкурс ХХІ Century Art  (Гран-прі, 2009 р., Київ-Ворзель, Україна)
- 6th International Saxophone Competition in Slovenia (ІІ премія, 2011 р., м. Нова Горіца, Словенія)[3]
- Lübecker Internationaler Wettbewerb für klassisches Saxophon (І премія, 2012 р., м. Любек, Німеччина)
- II Międzynarodowy Konkurs Saksofonowy Łódź 2012 (диплом, 2012 р., м. Лодзь, Польща)
- III International Golden Saxophone Competition (І премія, 2017 р., м. Київ, Україна)